# 銀蛇鯔
銀蛇鯔，為輻鰭魚綱仙女魚目合齒魚亞目合齒魚科的其中一種，分布於西太平洋區，從暹羅灣至澳洲東北部海域，棲息深度1-70公尺，體長可達29公分，為底棲性魚類，生活在沿岸沙泥底質海域，屬肉食性，生活習性不明，可做為食用魚。